# Futbol'nyj Klub Veres
Il Veres Rivne (in ucraino Верес Рівне?), conosciuto anche come Narodnyy Klub Veres Rivne, è una società di calcio di Rivne, in Ucraina. Milita in Prem"jer-liha, la massima serie del campionato ucraino di calcio.

## Storia
Il club è stato fondato nel 1957 col nome di Kolhospnyk, giocando nelle serie inferiori. Nel 1966 cambia denominazione in Horyn, prendendo il nome del fiume che scorre in Volinia. Con la riforma del campionato sovietico del 1972, l'Horyn gioca nella divisione regionale ucraina e cambia denominazione in Avanhard. In seguito alla dissoluzione dell'Unione Sovietica la squadra assume l'attuale denominazione di Veres. Dopo essere arrivata finalista dell'ultima edizione della Coppa d'Ucraina del periodo sovietico, prende parte alla Perša Liha, vincendo il campionato. Partecipa a tre edizioni della Vyšča Liha e nel 1994 raggiunge le semifinali di coppa. Tra il 1995 e il 1997 la squadra retrocede due volte e resta in Druha Liha fino al 2011, anno in cui la squadra dichiara bancarotta.
Nel 2015 la squadra viene rifondata grazie al presidente della Federazione Regionale Ucraina e consegue due promozioni consecutive, fino a ritornare in Prem"jer-liha. Dopo una stagione in massima serie terminata al sesto posto, complice i mancati lavori di rinnovo dello Stadio Avanhard che hanno costretto la squadra a giocare all'Arena L'viv di Leopoli, la società si fonde con il L'viv, consentendo a quest'ultima di disputare la Prem"jer-liha. Dopo questa fusione nasce un "nuovo" Veres, che dalla stagione 2018-2019 riparte dalla terza serie ucraina, proprio in sostituzione del L'viv.

## Palmarès

### Competizioni nazionali
- Perša Liha: 2

1992, 2020-2021

### Altri piazzamenti
- Coppa d'Ucraina:

Semifinalista: 1993-1994
- Perša Liha:

Terzo posto: 2016-2017
- Druha Liha:

Secondo posto: 2015-2016
Terzo posto: 2019-2020

## Organico

### Rosa 2024-2025
| N. |                     | Ruolo | Calciatore           |
| -- | ------------------- | ----- | -------------------- |
| 2  | Ucraina (bandiera)  | D     | Maksym Smiyan        |
| 3  | Ucraina (bandiera)  | D     | Semen Vovchenko      |
| 6  | Georgia (bandiera)  | D     | Giorgi K'utsia       |
| 7  | Ucraina (bandiera)  | A     | Ruslan Stepanjuk     |
| 8  | Ucraina (bandiera)  | C     | Dmytro Hodja         |
| 10 | Ucraina (bandiera)  | C     | Dmytro Kl'oc         |
| 11 | Ucraina (bandiera)  | C     | Vitaliy Dakhnovskyi  |
| 14 | Ucraina (bandiera)  | C     | Ihor Charatin        |
| 17 | Ucraina (bandiera)  | C     | Mykhaylo Protasevych |
| 23 | Moldavia (bandiera) | P     | Andrij Kožuchar      |
| 29 | Ucraina (bandiera)  | C     | Valerij Kučerov      |

| N. |                    | Ruolo | Calciatore          |
| -- | ------------------ | ----- | ------------------- |
| 33 | Ucraina (bandiera) | D     | Roman Hončarenko    |
| 35 | Ucraina (bandiera) | C     | Nazar Balaba        |
| 44 | Ucraina (bandiera) | D     | Danyil Checher      |
| 47 | Ucraina (bandiera) | P     | Bohdan Kohut        |
| 71 | Ucraina (bandiera) | D     | Vasyl Hakman        |
| 77 | Ucraina (bandiera) | A     | Mykyta Polyulyakh   |
| 89 | Ucraina (bandiera) | A     | Mykola Gayduchyk    |
| 90 | Camerun (bandiera) | C     | Samuel Nongoh       |
| 95 | Ucraina (bandiera) | D     | Yevgeniy Shevchenko |
| 99 | Brasile (bandiera) | C     | Luan Campos         |